# Percey-le-Grand
Percey-le-Grand és un municipi francès situat al departament de l'Alt Saona i a la regió de Borgonya - Franc Comtat. L'any 2007 tenia 94 habitants.

## Demografia

### Població
El 2007 la població de fet de Percey-le-Grand era de 94 persones. Hi havia 44 famílies, de les quals 24 eren unipersonals (12 homes vivint sols i 12 dones vivint soles), 4 parelles sense fills, 8 parelles amb fills i 8 famílies monoparentals amb fills.
La població ha evolucionat segons el següent gràfic:
Habitants censats

### Habitatges
El 2007 hi havia 88 habitatges, 47 eren l'habitatge principal de la família, 26 eren segones residències i 15 estaven desocupats. Tots els 88 habitatges eren cases. Dels 47 habitatges principals, 42 estaven ocupats pels seus propietaris, 3 estaven llogats i ocupats pels llogaters i 2 estaven cedits a títol gratuït; 3 tenien dues cambres, 7 en tenien tres, 13 en tenien quatre i 24 en tenien cinc o més. 33 habitatges disposaven pel capbaix d'una plaça de pàrquing. A 28 habitatges hi havia un automòbil i a 12 n'hi havia dos o més.

### Piràmide de població
La piràmide de població per edats i sexe el 2009 era:
| Homes | Edats   | Dones |
| ----- | ------- | ----- |
| 0     | 95 o +  | 0     |
| 0     | 90 a 94 | 0     |
| 0     | 85 a 89 | 0     |
| 4     | 80 a 84 | 0     |
| 4     | 75 a 79 | 8     |
| 4     | 70 a 74 | 0     |
| 4     | 65 a 69 | 4     |
| 8     | 60 a 64 | 8     |
| 0     | 55 a 59 | 0     |
| 0     | 50 a 54 | 4     |
| 0     | 45 a 49 | 0     |
| 4     | 40 a 44 | 0     |
| 8     | 35 a 39 | 4     |
| 0     | 30 a 34 | 0     |
| 4     | 25 a 29 | 0     |
| 0     | 20 a 24 | 0     |
| 0     | 15 a 19 | 0     |
| 8     | 10 a 14 | 4     |
| 0     | 5 a 9   | 4     |
| 4     | 0 a 4   | 0     |

## Economia
El 2007 la població en edat de treballar era de 48 persones, 29 eren actives i 19 eren inactives. Les 29 persones actives estaven ocupades(17 homes i 12 dones).. De les 19 persones inactives 10 estaven jubilades, 5 estaven estudiant i 4 estaven classificades com a «altres inactius».
Activitats econòmiques
L'any 2000 a Percey-le-Grand hi havia 4 explotacions agrícoles que ocupaven un total de 400 hectàrees.

## Poblacions més properes
El següent diagrama mostra les poblacions més properes.